# Windows Neptune
Neptune là tên mã cho một phiên bản của Microsoft Windows được phát triển vào năm 1999. Nó được dựa trên Windows 2000 và được dự kiến sẽ là phiên bản đầu tiên của người tiêu dùng Windows được xây dựng trên nhân Windows NT và để thay thế cho loạt Windows 9x (giống XP)
Neptune phần lớn giống như Windows 2000, nhưng một số tính năng mới được giới thiệu, chẳng hạn như tường lửa, sau đó đã được tích hợp vào Windows XP với tên Windows Firewall. Nó giới thiệu một màn hình đăng nhập tương tự như được sử dụng trong Windows XP. Neptune cũng thử nghiệm với một giao diện người dùng mới, được gọi là trung tâm hoạt động (Activity Center), cho các hoạt động nhiệm vụ làm trung tâm.
Đầu năm 2000, Microsoft sáp nhập nhóm làm việc trên Neptune với phát triển Windows Odyssey, việc nâng cấp lên Windows 2000 cho khách hàng doanh nghiệp. Nhóm làm việc vừa sáp nhập làm việc với dự án mới có tên mã là Whistler, ra mắt vào cuối năm 2001 với tên Windows XP. Trong thời gian đó, Microsoft ra mắt hệ điều hành khác dựa trên nền DOS là Windows ME.
Chỉ có một bản dựng alpha của Neptune là 5111, ra mắt những người thử nghiệm trong một bản hợp đồng không tiết lộ. và hình ảnh của nó đã bị rò rỉ trên các trang mạng.
Mặc dù nhiều tệp trong build 5111 có phiên bản "5.50.5111.1" và đây thậm chí là phiên bản thực trong nhân, nhưng nhân thực sự báo cáo "5.00.5111.1" để khớp với phiên bản hệ thống con trong tiêu đề PE của chính nó.
Trong lộ trình đầu cho sự phát triển của Neptune (thể hiện trong các văn bản Anti-Trust) có năm gói dịch vụ dự kiến. Trong các tài liệu Anti-Trust của Microsoft, nó cho thấy rằng Neptune đã có một người kế nhiệm có tên Triton đó sẽ là một bản cập nhật nhỏ với rất ít thay đổi giao diện người dùng, và các gói dịch vụ đã được lên kế hoạch cho nó. Bên trong, tên của dự án đã được vốn hóa như NepTune, có lẽ ám chỉ rằng nó sử dụng nhân NT.